# Coelorinchus geronimo
Coelorinchus geronimo es una especie de pez de la familia Macrouridae en el orden de los Gadiformes.

## Morfología
• Los machos pueden llegar alcanzar los 26,5 cm de longitud total.

## Hábitat
Es un pez de aguas profundas que vive entre 200-510 m de profundidad.

## Distribución geográfica
Se encuentra en el Golfo de Guinea y desde Nigeria hasta Angola.